# Júlio Veríssimo
Júlio Veríssimo da Silva Santos, mais conhecido como Júlio Veríssimo (Cantagalo, 17 de setembro de 1845 — ?), foi um político brasileiro.
Foi senador pelo Estado do Rio de Janeiro em 1930, além de deputado federal de 1895 a 1905 e de 1924 a 1929.